# La-11 (航空機)
La-11 / Ла-11
La-11 83号機
(逃亡のためにスウェーデンへ飛来し、着陸時に破損したソ連軍機。1949年5月22日撮影)
- 用途：戦闘機
- 分類：陸上戦闘機
- 設計者：第301試作設計局（ラーヴォチュキン設計局）
- 製造者：第21工場
- 運用者

  -  労働者・農民赤色空軍→ソ連空軍
  -  中国人民解放軍空軍
  -  北朝鮮空軍
  -  インドネシア空軍
- 初飛行：1947年5月
- 生産数：1,232機
- 生産開始：1947年
- 運用開始：1950年4月
- 退役

  - 1952年（ソ連空軍）
  - 1966年（人民解放軍空軍）
- 運用状況：退役

La-11（Lavochkin La-11 ラ11 / ロシア語:Ла-11 ラー・アヂーンナツァチ）は、ラーヴォチュキン設計局が開発し、朝鮮戦争期にソヴィエト連邦赤色空軍などで運用された戦闘機。
北大西洋条約機構(NATO)が使用するNATOコードネームの「ファング (Fang)」は牙の意。

## 概要
長距離護衛戦闘機(самолет-истребитель сопровождения бомбардировщиков)として、La-9をもとにLa-134の試作名で開発された。戦争中に開発されたが、La-11の名で制式化され実戦配備が進むのは戦後となったことから、朝鮮戦争に用いられた。後継機がMiG-15などジェット機となったため、ソ連が運用した最後のレシプロ戦闘機となった。

## 背景
ロシア・ソヴィエト連邦社会主義共和国モスクワ州ヒームキにあった第301試作設計局(現在のS・A・ラヴォーチキン記念科学製造合同)では、第二次世界大戦中より優れた単発戦闘機の開発を行ってきた。中でも、大戦中期に登場したLa-5FNは赤軍最高の戦闘機のひとつと目された。
その改良型La-7の発展型で航空機「130」またはLa-130と呼ばれた開発機は金属製La-7といえる機体で、終戦後の1946年にLa-9として制式採用となった。しかしながら、第301試作設計局では飛行技術面でのよりいっそうの発展のために航空機「130」の開発研究を続けられることにした。
新たに開発される改良型機には、爆撃機の随伴護衛戦闘機としての運用能力が求められた。このため、爆撃機の巡航速度における最低でも2500 kmの長距離飛行能力が必要となった。それまで、ソ連の単発戦闘機は比較的短距離の航続距離しか持たされておらず、このような距離を飛行できる機体の開発は簡単なことではなかった。La-9の航続距離は1735 kmで、これでもLa-7の635 kmと比べれば飛躍的な向上であったが、次なる護衛戦闘機ではさらにその上が目指されたのであった。

## 開発
1946年10月18日、航空機「130」をもとにした練習訓練戦闘機の開発と護衛機の開発がソ連閣僚会議の指令書で正式に支持された。両機の開発は平行して行われ、同時に飛行試験に入った。
第301試作設計局が航空機「134」またはLa-9Mと呼ばれる試作機を完成させるのには、半年もかからなかった。1947年5月には、国立赤旗空軍科学試験研究所(GK NII VVS、現在の国立飛行センター、GLITs)のテストパイロットのアンドレイ・グリゴーリエヴィチ・コチェトコフにより航空機「134」の初飛行が実施された。6月19日には、航空機「134」はGK NII VVSのチュカーロフ飛行場で国家試験に入った。
その5日後には、試作2号機となる航空機「134D」が到着した。この機体では、より大きな航続距離が実現されていた。ブラケットに燃料タンクが増設されたことにより、燃料搭載量は航空機「134」で825 lであったものが1100 lにまで増加された。2つの投棄式増槽が装備され、これには合わせて332 lの燃料が搭載されていた。
航空機「134」ではチェルニャフスキイ技師、航空機「134D」ではレズニコフ技師によって試験が推進された。テストパイロットの役目は、航空機「134」ではアンドレイ・グリゴーリエヴィチ・テレンチエフ、航空機「134D」ではイヴァーン・ヴァシーリエヴィチ・チモフェーエンコが担った。
航空機「134」/「134D」の飛行試験が開始される数ヵ月前、GK NII VVSはアメリカ合衆国製のP-38L-1ライトニング双発戦闘機を入手していた。この機体の飛行試験は1947年4月に行われ、機体重量がLa-11のほぼ倍というほど大きさにも拘らずP-38は増槽を装備しても航続距離が航空機「134D」には劣るということが判明した。また、旋回性能や飛行上限高度など多くの面でも性能は航空機「134D」の方が優れていた。しかし、重量の増した航空機「134D」はLa-9と比べ空戦能力に劣り、特に高度7000 m以上での空戦には向かないという結果が出た。ともあれ、航空機「134D」の大きな燃料搭載量と、2500 kmには及ばなかったもののそれでも大きな航続距離はLa-9では太刀打ちできないものであり、航空機「134D」の制式採用は確実なものとなっていった。

### 採用と生産
各種試験を通過した試験機はLa-11の名称で制式採用されることが決定された。生産はヒームキの第21工場で行われることになった。この工場では、それまでLa-7やLa-9の量産化の実績があった。La-11は、工場名称では「製品51」と呼ばれた。
生産は1947年に開始され、1951年まで続けられた。初年度には100 機が生産され、翌1948年には最大生産数となる650 機が製造された。この年、La-11の生産は一旦打ち切られ、翌1949年に再開した。この年と翌1950年には各150 機が生産された。最後の年となった1951年には182機が生産され、La-11は合わせて1182 機が生産された。

### 発展と試験
1948年には、La-11は大戦中のTu-2双発爆撃機の発展型であるTu-6双発偵察機の先導のもと、北極地方での飛行試験を行った。この試験では、急激な温度変化への耐性が試された。
1951年の夏、第81工場ではLa-11にロケットエンジンARO-82を装備する作業が実施された。また、別の1 機は、過給器の自動切換え機を装備してGK NII VVSで試験が続けられた。
La-11の写真偵察機型も開発され、1950年7月に工場試験が、9月22日には国家試験が行われた。この機体には牽引式のAFA-BA-40写真機が搭載された。この年には、空軍の要求に基づき戦闘機型100 機が偵察機仕様に改修された。写真機を増設した偵察機型では、重量過多によりエンジン出力が不足となった。そのため、1951年には搭載する出力1850 馬力のASh-82FNエンジンを2000 馬力にまで向上させる作業が行われた。しかし、この作業にはエンジン設計の大幅な変更が必要となることが明らかになったため、作業は中途で取り止められた。その後、1900 馬力の派生型となるASh-82TがIl-14双発旅客機のために開発されたが、これがこのエンジンの限界であった。
1950年には、150 機のLa-11が無線高度計RV-2とマーカー無線受信機MRP-48、自動無線コンパスARK-5を装備する改修を受けた。しかしながら、恐らくはすべての生産機が完全に改修されたわけではなく、無線関係の改修工事が行われないまま工場の飛行場に置き去りにされた機体も少なからずあった。

## 配備と実戦
一通りの試験を終えたLa-11は、次々と実戦部隊へ配備が進められた。運用部隊はヨーロッパ方面から極東まで広範囲に及び、サハリンや択捉島の部隊にも配備された。部隊では、「ラーヴォチュキンのドラムスティック」(барабанные палочки Лавочкинаバラバーンヌィイェ・パーラチュキ・ラーヴァチュキナ)と渾名されたという。しかし、部隊運用中にはエンジン停止事故なども発生し、必ずしも順調な運用とは行かなかった。
La-11が最初の撃墜を記録したのは、1950年4月8日のバルト海上空であった。このとき犠牲となったのは、アメリカ海軍の偵察機であった。ソ連政府の政府見解が発表される公式紙であったイズヴェースチヤ紙は、この好ましくない事件について調査中としながらも、機体はB-29であったと発表した。現在、ロシアではこのときの機体は別の機種であったと考えられている。この撃墜事件に加わった人物は、アメリカ人はソ連側パイロットの着陸命令を無視したばかりか、ソ連戦闘機に対し防禦射撃を開始したと話している。そこでソ連戦闘機は反撃を行い、アメリカ軍機の搭乗員10名全員が死亡するという惨事に至った。
またこの年、太平洋艦隊所属のI・ルカシェフとM・シチューキンのペアがLa-11を操縦してP2Vネプチューン偵察機を撃墜した。
La-11の部隊配備が進むと早速、当時行われていた朝鮮戦争へ投入された。中国人民解放軍機としてソ連軍人が搭乗して実戦に参加したLa-11は、すぐさまPB4Y-2プライバティアの撃墜に成功した。
その後、La-11は終戦までにP2V、B-26インヴェーダーの撃墜を記録した。しかし、F-51Dマスタングのような国連軍戦闘機には分が悪く、多くのLa-11がそれによって撃墜された。特に、中国人や朝鮮人の操縦するLa-11の損失は大きかった。中華人民共和国がLa-11を購入して自国で運用するようになったのは1950年のことであったが、これのLa-11はF-51のみならずソ連における試験で圧倒していたP-38にまで撃墜された。
La-11はB-29の迎撃も試みたものの、芳しい結果は得られなかった。La-11は、B-29の巡航高度に達するのに26分もかかった上、La-11の限界高度に近いその高度では、La-11のB-29に対する優速はわずか20 km/hに過ぎなかったのである。
1952年初めの時点で、朝鮮半島に展開していた第351戦闘飛行連隊ではMiG-15を装備する1個飛行大隊に加え、La-11を装備する飛行大隊も1つ残されていた。その12 機のレシプロ戦闘機は、翌1953年夏まで飛行を続け、B-26を主目標として作戦任務に就いた。
その後、ソ連でははるかに優れた能力を持つジェット戦闘機が大量に配備されたため、従来のレシプロ戦闘機は「遺物」と看做されるようになった。それでも、La-11は1960年代初頭まで部隊運用され、それ以外にも試験や訓練用途に使われた。La-11を供与された国でも、同様の経過を辿ったと考えられている。

## スペック
- 初飛行:1947年
- 翼幅：9.80 m
- 全長：8.62 m
- 全高：3.47 m
- 翼面積：17.59 m2
- 空虚重量：2770 kg
- 通常離陸重量：3730 kg
- 最大離陸重量：3996 kg
- 機内燃料搭載量：846 l
- 発動機：シュヴェツォーフ設計局製 ASh-82FN 空冷式星型エンジン ×1
- 出力：1850 馬力
- 最高速度(地上高度)：562 km/h
- 最高速度：674 km/h
- 実用航続距離：2235 km
- 最大上昇率：758 m/min
- 実用飛行上限高度:10250 m
- 翼過重：212 kg/m2
- 出力荷重比:0.37 kW/kg
- 乗員：1 名
- 武装：23 mm機関砲NS-23 ×3(弾数225発)

## 派生型
- 航空機「134」(самолет "134"サマリョート・ストー・トリーッツァチ・チトィーリェ)：試作初号機。La-9M(Ла-9ラー・ヂェーヴャチ。エーム)あるいはLa-134(Ла-134ラー・ストー・トリーッツァチ・チトィーリェ)とも呼ばれた。La-9で4 門であった武装はNS-23 23 mm機関砲3 門に減じられ、弾数も300 発から225 発に減らされた。油圧冷却器は胴体後部下面より機首エンジン搭載部下面に移設され、油圧系統の容積の拡大が図られた。
- 航空機「134D」(самолет "134Д"サマリョート・ストー・トリーッツァチ・チトィーリェ・デー)：試作2号機。La-134D(Ла-134ラー・ストー・トリーッツァチ・チトィーリェ・デー)とも呼ばれた。名称中の「D」(Д)は、ロシア語で「代役」を意味する「дублер」の略であるか、長距離機にしばしば用いられた「дальность」の略と考えられる。機内搭載燃料はブラケット内の燃料タンク増設により1100 lに増加され、加えて332 lの投棄式増槽2 基が装備できた。これにより、より大きな航続距離が実現された。
- La-11(Ла-11ラー・アヂーンナツァチ)：量産機。生産に当たったポドモスコーヴィエ第21工場では「製品51」("изделие 51"イズヂェーリイェ・チヂスャート・アヂーン)と呼ばれた。

## 現存する機体
| 型名  | 番号           | 機体写真 | 所在地                              | 所有者                                   | 公開状況 | 状態     | 備考                                                                           |
| ----- | -------------- | -------- | ----------------------------------- | ---------------------------------------- | -------- | -------- | ------------------------------------------------------------------------------ |
| La-11 | 02 (VVS)       |          | ウクライナ ザポリージャ州           | ザポリージャ市の記念碑                   | 公開     | 静態展示 |                                                                                |
| La-11 | 09 (PLAAF)     | 写真     | 中国 北京                           | 北京航空航天博物館                       | 公開     | 静態展示 |                                                                                |
| La-11 | 20 (VVS)       | 写真     | イギリス ケンブリッジシャー州       | ザ・ファイター・コレクション             | 非公開   | 保管中   |                                                                                |
| La-11 | F-911 (TNI-AU) |          | インドネシア ジョグジャカルタ特別州 | 航空宇宙マンダラ・インドネシア空軍博物館 | 公開     | 静態展示 |                                                                                |
| La-11 | 7504           | 写真     | 中国 北京                           | 中国空軍航空博物館                       | 公開     | 静態展示 |                                                                                |
| La-11 | 10142          | 写真     | アメリカ フロリダ州                 | カーミット・ウィークス氏                 | 非公開   | 修復中   | ウィークス氏の運営するファンタジー・オヴ・フライトに展示されているときもある。 |

## その他
La-11はキャセイ・パシフィック航空機撃墜事件を起こした機体としても知られる。この事件は1954年7月23日に発生した事件で、バンコク発イギリス領香港行きとして運行中のキャセイパシフィック航空所属DC-4（登録記号VR-HEU）が、海南島沖37kmという南シナ海の公海上を飛行中、突如接近してきた2機の中国人民解放軍空軍に所属するLa-11に銃撃され、海南島沖に緊急着水したというものである。
また、この直後には生存者を捜索していたアメリカ海軍の空母ホーネットと空母フィリピン・シーの艦上機をさらに2機のLa-11が攻撃したため、交戦したところLa-11が撃墜されている。

## 運用国
- ソ連
- 中華人民共和国
- 朝鮮民主主義人民共和国
- インドネシア